# 티파니에서 아침을
《티파니에서 아침을》(영어: Breakfast at Tiffany's)은 1961년 개봉한 미국의 로맨틱 코미디 영화이다. 오드리 헵번, 조지 퍼파드가 주연을 맡고, 블레이크 에드워즈가 감독하였으며, 파라마운트 픽처스 사가 배급하였다.
트루먼 커포티가 쓴 동명의 소설이 원작이다. 오드리 헵번이 주인공이자 매력적인 사교계 여성인 홀리 골라이틀리(Holly Golightly) 역을 맡았다. 주제가 "Moon River"가 유명하다.
2012년 미국 의회도서관이 이 영화의 문화적, 역사적, 미적인 중요성을 인정해 미국 국립영화등기부에 선정, 보존하였다.

## 줄거리
1960년대 초의 뉴욕, 검은 선글라스에 화려한 장신구로 치장한 홀리(오드리 헵번)가 택시에서 내려 보석상 티파니 앞을 활보한다. 홀리는 뉴욕의 한 아파트에서 홀로 살아가며 부유한 남자들과의 만남을 통해 화려한 신분상승을 꿈꾸는 여성이다.
어느 날, 폴(조지 퍼파드)이라는 가난한 작가가 홀리의 아파트로 이사를 오면서 두 사람의 만남이 시작된다. 뉴욕 거리를 함께 돌아다니며 유쾌한 만남을 갖기도하며, 한밤중에 폴의 침대에 스스럼없이 들어가 함께 잠이 드는가 하면 창가에 앉아 기타를 치며 노래를 부르는 등 자유분방하게 행동하는 홀리. 폴은 이런 홀리에게 마음을 빼앗긴다. 하지만 그녀는 가난한 현실을 벗어나 꿈 같은 상류사회를 동경한다. 그러던 어느 날, 홀리는 마약 조직과 관련되었다는 혐의로 경찰서에 연행되고 이로 인해 홀리와 결혼하기로 한 상류사회의 남자는 그녀 곁을 떠나고 마는데....

## 출연진
- 오드리 헵번 : 홀리 골라이틀리 역
- 조지 퍼파드 : 폴 버잭 역
- 마티 발삼 : 오제이 역
- 호세 루이스 데 빌라롱가 : 호세 역

## 한국어 더빙 성우진(KBS)

### 1981년 10월 11일
- 장유진 - 홀리(오드리 헵번)
- 박상일 - 폴(조지 퍼파드)

### 1997년 12월 2일
- 정미숙 - 홀리(오드리 헵번)
- 이정구 - 폴(조지 퍼파드)
- 조달호 - 골라이틀리(버디 엡슨)
- 김정미 - 멕(도로시 휘트리)
- 노민 - 이웃집 주인(미키 루니) / 셀리(앨런 리드)
- 이영주 - 홀리의 초대 손님(미리암 넬슨) / 도서관 직원(엘비아 올먼)
- 조동희 - 오제이(마티 발삼) / 반지 가게 주인(존 맥기버)
- 성병숙 - 투이(퍼트리샤 닐)
- 장정진 - 호세(호세 루이스 드 빌라롱가)
- 조진숙 - 홀리의 초대 손님(조안 스탤리)
- 김소형 - 시드(클로드 스트라우드) / 홀리의 초대 손님(스탠리 애덤스) / 기자(글렌 버논) / 경찰
- 성완경 - 홀리의 초대 손님(마이클 퀸리번) / 기자(찰스 셜록) / 경찰

## 평가
뉴욕의 상류사회에 진입하기를 열망하는 홀리를 통하여 하류층의 삶과 애정을 적나라하게 묘사하고 있다. 영화의 주인공 홀리는 달빛 은은한 밤의 인간적 서정을 느끼면서도 부와 상류층의 상징인 보석상 '티파니'를 동경하기 때문에 꿈과 현실의 괴리감을 피할 수 없다. 이 때문에 가난한 작가 폴과 색다르고 부드러운 사랑을 나누면서도 부자를 찾아 헤매는 것이다. 감성적이고 아름다운 사랑이야기인 동시에 빈부 격차 등 대도시가 안고 있는 문제점들에 대한 통찰력을 느낄 수 있다.

## 영향
검은 선글라스에 화려한 장신구로 치장한 홀리가 택시에서 내려 크로아상 빵과 테이크 아웃 커피를 들고 보석상 티파니 앞에서 아이 쇼핑을 하는 영화의 첫장면은 뉴욕을 방문하는 전 세계 여성들이 한번쯤 흉내내는 명장면으로 각인되어 있다. 또한 뉴욕에 현존하는 티파니 보석상은 각국에서 몰려온 관광객들로 단번에 세계적인 명소가 됐고 쇼핑 행렬은 지금도 이어지고 있다. 영화속에서 홀리가 입었던 검은 드레스는 패션 디자이너 지방시(Givenchy)가 만들어 줬는데, 2006년 크리스트 경매장에서 무려 80만 달러(한화 약 8억원)에 팔려 나가는 성원을 받은 바 있다.
특히 헨리 만시니가 작곡하고 오드리 헵번이 부른 주제가 "Moon River"는 현재까지도 수많은 사람들에 의해 리메이크되며 인기를 누리고 있다.

## 수상 내역
1962년 아카데미상에서 작곡상·편곡상·주제가상을 수상하였다.

## 같이 보기
- 화이트워싱